# 앤드류 맥파레인
앤드류 맥파레인(Andrew McFarlane, 1986년 8월 3일 ~ )은 미국의 배우, 텔레비전 배우, 영화배우이다.
포트로더데일에서 태어났다.

## 영화
- 트루스 (2015년) - 딕 히이비 역
- 댄스 플릭 (2009년)
- 드림 라이프 (2008년)
- 추즈 코너 (2007년)
- 웨스트 윙 시즌1 (1999년)
- 러브 이즈 매직 (1999년)
- 에어타이트 (1999년)
- 올 세인츠 (1998년)
- ER (1994년)
- 홈 앤 어웨이 (1988년) - 이안 오스본 역
- 디즈니랜드 (1954년) - 둔 보이드 역